# Macroglossum proxima
Macroglossum proxima – gatunek owada z rodziny zawisakowatych. Po raz pierwszy opisany przez Arthura Gardinera Butlera w 1875 roku.